# Le Pouce (La Défense)
Pour les articles homonymes, voir Pouce.
Le Pouce est une œuvre de César. C'est l'une des œuvres d'art de la Défense, en France, exemplaire de la série d'œuvres du même nom.

## Description
L'œuvre est située à côté du CNIT. Elle représente le pouce de l'auteur agrandi (1,85 m de haut). Il invoque à ce propos, son « narcissisme » et la commodité offerte par la disponibilité immédiate du modèle.
Il existe plusieurs reproductions de cette sculpture, mais l'exemplaire situé à la Défense, haut de 12 m et lourd de 18 tonnes, est le plus massif : Pouce en marbre de 6 m de haut installé en 1981 dans la ville de Djeddah en Arabie saoudite, Pouce en bronze de 6 m de haut réalisé à l'occasion des Jeux olympiques de Séoul (1988).

## Historique
En 1965, la galerie Claude-Bernard à Paris commande à César une œuvre pour l'exposition « La Main de Rodin à Picasso ». Le sculpteur ayant découvert le principe de l'agrandissement pantographique, réalise une empreinte de son propre pouce par un moulage qu'il agrandit à 40 cm, mais n'ayant que peu de moyen à l'époque, il est en plastique translucide rose. Devant le succès de l'œuvre à l'évidente symbolique phallique, il décide de la dupliquer en différentes tailles et matériaux.
La Défense lui en commande une en 1989. Le Pouce est inauguré sur le parvis de la Défense en 1994. En 2015, la statue est restaurée afin de retrouver son aspect original.